# Liste der Bodendenkmäler in Nordheim vor der Rhön
Auf dieser Seite sind die Bodendenkmäler in der unterfränkischen Gemeinde Nordheim vor der Rhön zusammengestellt. Diese Tabelle ist eine Teilliste der Liste der Bodendenkmäler in Bayern. Grundlage ist die Bayerische Denkmalliste, die auf Basis des Bayerischen Denkmalschutzgesetzes vom 1. Oktober 1973 erstmals erstellt wurde und seither durch das Bayerische Landesamt für Denkmalpflege geführt wird. Die folgenden Angaben ersetzen nicht die rechtsverbindliche Auskunft der Denkmalschutzbehörde.

## Bodendenkmäler der Gemeinde Nordheim vor der Rhön

### Bodendenkmäler in der Gemarkung Neustädtles
| Lage                   | Objekt | Akten-Nr.     | Bild |
| ---------------------- | --- | ------------- | ---- |
| Neustädtles (Standort) | Archäologische Befunde im Bereich des neuzeitlichen jüdischen Friedhofs bei Neustädtles. | D-6-5427-0018 |      |
| Neustädtles (Standort) | Archäologische Befunde des Mittelalters und der frühen Neuzeit, darunter solche von Vorgängerbauten, im Bereich des im Kern frühneuzeitlichen Schlosses im zeitweise wüst gefallenen Neustädtles. | D-6-5527-0121 |      |

### Bodendenkmäler in der Gemarkung Nordheim v.d.Rhön
| Lage                         | Objekt | Akten-Nr.     | Bild |
| ---------------------------- | --- | ------------- | ---- |
| Nordheim v.d.Rhön (Standort) | Siedlung der jüngeren Latènezeit, der römischen Kaiserzeit und der Völkerwanderungszeit. | D-6-5527-0068 |      |
| Nordheim v.d.Rhön (Standort) | Mittelalterlicher oder frühneuzeitlicher Erdstall. | D-6-5527-0083 |      |
| Nordheim v.d.Rhön (Standort) | Bestattungsplatz mit verebnetem Grabhügel vorgeschichtlicher Zeitstellung mit Bestattungen der Hallstattzeit. | D-6-5527-0105 |      |
| Nordheim v.d.Rhön (Standort) | Archäologische Befunde des Mittelalters und der frühen Neuzeit im Bereich der an Stelle einer Burg errichteten Katholischen Pfarrkirche Johannes der Täufer von Nordheim v.d.Rhön mit Kirchgaden und Körpergräbern. | D-6-5527-0108 |      |
| Nordheim v.d.Rhön (Standort) | Archäologische Befunde des frühen, hohen und späten Mittelalters und der frühen Neuzeit im Bereich des ehemaligen befestigten Ortsbereiches von Nordheim v.d.Rhön.                                                  | D-6-5527-0117 |      |
| Nordheim v.d.Rhön (Standort) | Archäologische Befunde des Mittelalters und der frühen Neuzeit im Bereich der Ortsbefestigung von Nordheim v.d.Rhön.                                                                                                | D-6-5527-0118 |      |
| Nordheim v.d.Rhön (Standort) | Archäologische Befunde der frühen Neuzeit im Bereich der Katholischen Sebastianskapelle bei Nordheim v.d.Rhön. | D-6-5527-0119 |      |
| Nordheim v.d.Rhön (Standort) | Archäologische Befunde des Mittelalters und der frühen Neuzeit im Bereich des ehemaligen Weißen Schlosses in Nordheim v.d.Rhön mit Vorgängerbebauung.                                                               | D-6-5527-0174 |      |
| Nordheim v.d.Rhön (Standort) | Archäologische Befunde des Mittelalters und der frühen Neuzeit im Bereich des ab dem 16. Jahrhundert als Synagoge genutzten ehemalige Gelben Schlosses in Nordheim v.d.Rhön.                                        | D-6-5527-0175 |      |